# Saint-Prim
Saint-Prim ist eine französische Gemeinde mit 1.454 Einwohnern (Stand: 1. Januar 2022) im Département Isère in der Region Auvergne-Rhône-Alpes; sie gehört zum Arrondissement Vienne und zum Kanton Vienne-2 (bis 2015: Kanton Roussillon).

## Geografie
Saint-Prim liegt etwa zehn Kilometer südsüdwestlich von Vienne an der Rhône. Umgeben wird Saint-Prim von den Nachbargemeinden Chonas-l’Amballan im Norden, Reventin-Vaugris im Nordosten, Les Côtes-d’Arey im Osten, Auberives-sur-Varèze im Südosten, Clonas-sur-Varèze im Süden, Saint-Clair-du-Rhône im Westen und Südwesten sowie Condrieu im Nordwesten.

## Bevölkerungsentwicklung
| Jahr                       | 1962 | 1968 | 1975 | 1982 | 1990 | 1999 | 2006 | 2017 |
| -------------------------- | ---- | ---- | ---- | ---- | ---- | ---- | ---- | ---- |
| Einwohner                  | 385  | 409  | 507  | 599  | 733  | 892  | 993  | 1372 |
| Quellen: Cassini und INSEE |      |      |      |      |      |      |      |      |

## Sehenswürdigkeiten
- Kirche Saint-Prim